# Svendborg Rabbits
Svendborg Rabbits är en dansk professionell basketbollklubb baserad i Svendborg. Klubben spelar sina hemmamatcher i Svendborg Idrætshal och var säsongen 2009/2010 danska mästare.